# Hans-Jürgen Buchner

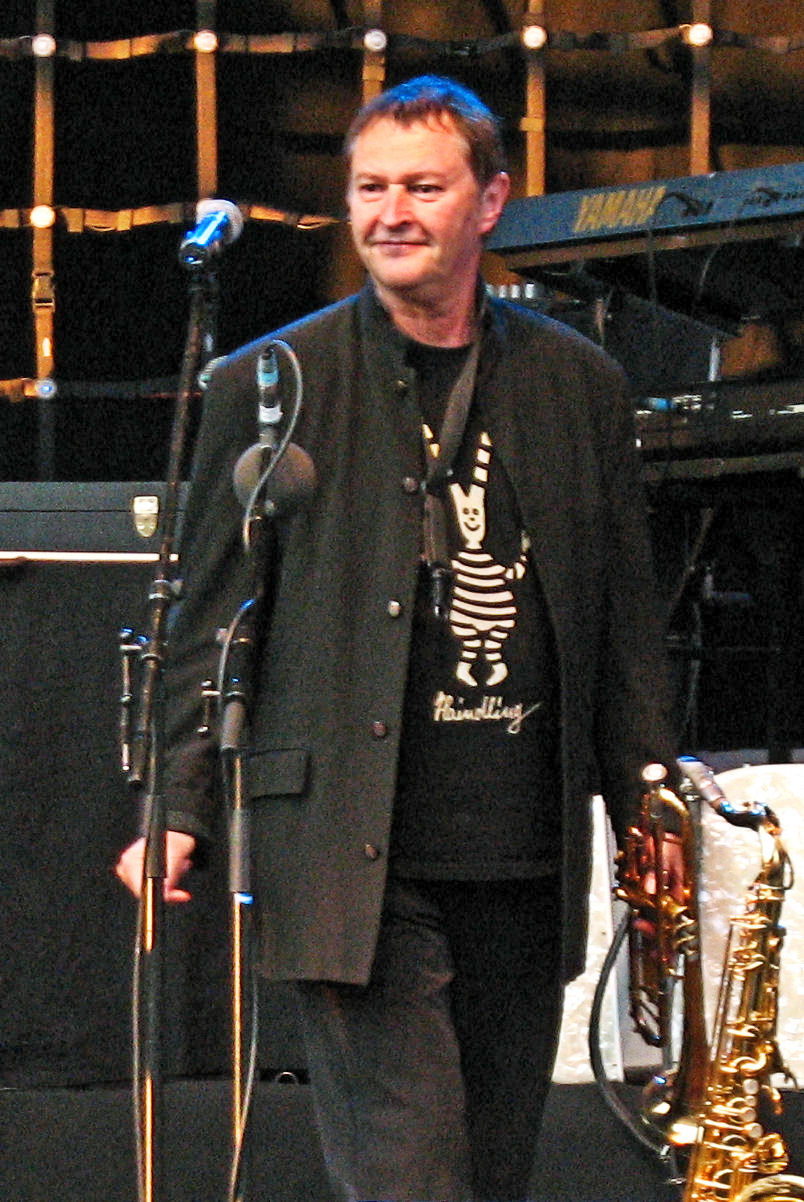
Hans-Jürgen Buchner (2008)

Hans-Jürgen Buchner (* 27. Dezember 1944 in Bernau bei Berlin) ist ein deutscher Musiker, Naturschützer, Komponist von Filmmusik und der Kopf der niederbayerischen Gruppe Haindling.

## Leben
Hans-Jürgen Buchner wurde als Sohn eines Regensburger Tierarztes und seiner aus dem Brandenburgischen stammenden Frau in Bernau bei Berlin geboren. Kurz nach der Geburt zog die Mutter mit Buchner nach Regensburg, dem Wohnort der Großeltern väterlicherseits. Die Jugend verbrachte er im niederbayerischen Welchenberg bei Bogen. Ab seinem vierten Lebensjahr bekam er Klavierunterricht von seiner Mutter, konnte jedoch nie nach Noten spielen. In seiner Jugend war Buchner in verschiedenen Internaten beheimatet. Während dieser Zeit brachte er sich selbst das Trompetenspielen bei, später erlernte er auch autodidaktisch Gitarre und Saxophon. Zuletzt besuchte er das in Cham ansässige Joseph-von-Fraunhofer-Gymnasium, das er wegen schlechter Noten ohne Abschluss verließ. 
Im Alter von 16 Jahren begann Buchner eine Lehre zum Keramiker in der Töpferei Herr Keramik GmbH in Bogen, wo er anschließend auch als Geselle arbeitete. Mit 21 Jahren bekam er an der Keramikschule in Landshut den Meisterbrief für Töpferei und Bildhauerei ausgehändigt. Im Grundwehrdienst leitete er die Bataillonskapelle, dann eröffnete er eine Töpferei in Straubing. Aufgrund des raschen Erfolges seiner Keramikwerkstatt rückte die Musik für Buchner in den Hintergrund. 
Mitte der 1970er Jahre gewann er wieder an Interesse für die Musik, kaufte sich ein Fender Rhodes, einen Minimoog-Synthesizer, ein Tenorhorn und einen Mehrspur-Rekorder, um eigene Lieder aufzunehmen. 
Im Jahre 1977 kaufte er das über 300 Jahre alte Wirtshaus im Geiselhöringer Ortsteil Haindling, sanierte es und richtete es für seine Musik-, Werkstatt- und Wohnbedürfnisse zweckmäßig her. Er zog mit Ulrike Böglmüller ein und fing nach zehnjähriger Pause wieder an, Musik zu machen. Alle Instrumente spielte er selbst ein und setzte bei ersten Auftritten Playback vom Kassettenrekorder ein, während er sang, Saxophon und Trompete blies und Ulrike Böglmüller am Schlagzeug saß.
Zu dieser Zeit Mitte der 1970er Jahre lernte Buchner auf einem Konzert in Wien Kevin Coyne kennen, dessen Bühnenpräsenz und Art zu singen ihn nach eigener Aussage stark beeinflusste. „Ohne ihn würde es mich als Musiker nicht geben.“ Kevin Coyne war seinerseits von Buchners Eigenproduktionen fasziniert und vermittelte ihn an die Plattenfirma Polydor. Da die Plattenfirma zunächst nicht von Buchners Musikstil beeindruckt war, musste Buchner die Produktion zunächst selbst finanzieren. Daraufhin hat er 1982 eine Langspielplatte mit dem Titel Haindling 1 eingespielt, sodass die als Hobby nebenbei gepflegte Musik plötzlich sein neuer Lebensmittelpunkt wurde. Buchner erhielt mit seinem Erstlingswerk den Deutschen Schallplattenpreis. Aufgrund des Erfolges kontaktierte ihn die Plattenfirma und bat ihn darum, auf Tournee zu gehen. 
Daraufhin gab Buchner eine Zeitungsanzeige auf und gründete auf diesem Weg 1983 die Band Haindling. Das Lied Lang scho nimma g’sehn aus dem Nachfolgealbum Stilles Potpourri belegte 1984 über Wochen hinweg vordere Plätze in den Charts. Kurz darauf wurde er von Herman van Veen kontaktiert, worauf Buchner ihm die Mastertapes mehrerer Lieder zur Verfügung stellte. Herman van Veen ließ diese Mastertapes von Jurre Haanstra neu abmischen und sang diese auf Niederländisch, Französisch, Englisch und Deutsch neu ein. Die Cover-Version Hilversum III des Liedes Lang scho nimma g'sehn belegte in den niederländischen Charts den fünften Platz. Das Lied gilt in den Niederlanden und Belgien als Evergreen.
1986 trat er unentgeltlich beim Anti-WAAhnsinns-Festival gegen die geplante Wiederaufarbeitungsanlage Wackersdorf auf die Bühne. Auch der Widerstand gegen den Donauausbau für die Schifffahrt ist ihm wichtig, er versteht sich grundlegend als Naturschützer.
Inzwischen ist Buchner mit Haindling eine feste Größe im bundesdeutschen Musikgeschäft und hat in Bayern Kultstatus. Als Filmkomponist ist er bei Franz Xaver Bogners Fernsehserien Irgendwie und Sowieso, Zur Freiheit,  Café Meineid und Der Kaiser von Schexing sowie für dessen Fernsehfilme Madame Bäurin, Das ewige Lied und Einmal leben tätig gewesen. 1985 schrieb er die Filmmusik zu Xaver und sein außerirdischer Freund, 2003 zu Jennerwein und 2005 zur TV-Biografie Margarete Steiff. Auch für Douglas Wolfspergers Kinofilme war er als Filmkomponist tätig, u. a. 2001 für Bellaria – So lange wir leben!.
Buchner ist in zweiter Ehe mit Ulrike Böglmüller verheiratet, mit der er seine Liedtexte schreibt. Seine Tochter Astrid Buchner, die aus seiner ersten Ehe stammt, trat als Saxophonistin und Sängerin mehrfach als Gast bei Konzerten der Gruppe Haindling auf.
Seine Tätigkeit als Töpfer beendete Buchner Ende der 1990er Jahre.

## Ehrungen
- 1978: Bayerischer Staatspreis für Keramik gemeinsam mit seiner damaligen Freundin Ulrike Böglmüller
- 2000: Auszeichnung Pro meritis scientiae et litterarum für seine ebenso bissige wie musikalisch virtuose Kritik am Mir-san-mir-Bayerntum vom bayerischen Staatsminister für Wissenschaft, Forschung und Kunst, Hans Zehetmair
- 2001: Ehrenmitglied im Verein Deutsche Sprache[7]
- 2005: Kulturpreis Bayern
- 2005: Bayerischer Verdienstorden
- 2005: Bayerischer Poetentaler der Münchner Turmschreiber für seine Verdienste um die bayerische Kultur
- 2007: Bairische Sprachwurzel, weil er in der Öffentlichkeit und in Interviews konsequent bairischen Dialekt spricht
- 2008: Bayerische Naturschutzmedaille des Bundes Naturschutz in Bayern für seinen unermüdlichen Einsatz für seine bayerische Heimat und insbesondere für den Schutz der frei fließenden Donau zwischen Straubing und Vilshofen
- 2011: Kulturpreis der Bayerischen Landesstiftung
- 2013: Bayerische Verfassungsmedaille in Silber für seine Verdienste um die bayerische Kultur
- 2015: Sigi-Sommer-Taler
- 2015: Bayerische Staatsmedaille für besondere Verdienste um die Umwelt
- 2018: Kulturerbe-Bayern-Botschafter